# Moiry
Moiry (řecky Μοῖραι, latinsky Parcae) jsou v řecké mytologii buď dcery bohyně osudové nutnosti Ananké, nebo jsou představovány jako dcery Dia a bohyně Themis. Jsou to bohyně osudu, životního údělu.
Ve starších mýtech se uvádí, že jim podléhá i nejvyšší bůh a neodváží se odporovat jejich rozhodnutí. Pozdější mýty však uvádějí, že Zeus sděluje Moirám svá rozhodnutí, může jejich úmysly změnit a může odvrátit přestřihnutí nitě života, chce-li některého z lidí zachránit.
Moiry mají v mytologii zvláštní postavení, částečně vystupují i v lidské podobě. Mluví se o jedné nebo o třech Moirách, které „předou nit osudu“. Bývají někdy připodobňovány slovanským Sudičkám.
- Klóthó (Předoucí) nit načíná,
- Lachesis (Udělující) nit dále spřádá nebo svíjí,
- Atropos (Neodvratná) nit přistřihuje.

Moiry prý znají všechna tajemství. Spíše než určovat osud lidí, je jejich posláním nad nimi bdít. Jsou zpodobňovány jako staré ženy nebo vážné panny. Klótho mívá v ruce vřeteno, Lachesis globus a Atropos knihu života nebo sluneční hodiny, na kterých ukazuje hodinu smrti.